# ТЕЦ НПЗ в Уельві
ТЕЦ НПЗ в Уельві – теплоелектроцентраль зі складу комплексу нафтопереробного заводу Ла-Рабіда, який знаходиться на півдні Іспанії на околиці Уельви.
В 1990 році ввели в дію першу чергу ТЕЦ, що має електричну потужність 49,9 Мвт та на додачу до цього може постачати НПЗ 155 тонн технологічної пари на годину.
В 2010-му стала до ладу друга черга потужністю 49,4 МВт, яка отримала одну газову турбіну потужністю 38 МВт, що живить через котел-утилізатор одну парову турбіну з показником 15 МВт. Також ця черга може постачати 115 тонн пари на годину.
Як паливо станція використовує природний газ, який може надходити до регіону через термінал для імпорту зрідженого природного газу Уельва ЗПГ або через реверсовані трубопроводи Уельва – Кордова – Мадрид та Уельва – Алькасар-де-Сан-Хуан – Мадрид.
Видача продукції відбувається під напругою 11 кВ.